# Rue d'Argentré
La rue d'Argentré est une voie de Nantes, en France.

## Situation et accès
Située dans le centre-ville de Nantes, la rue d'Argentré est une voie bitumée, ouverte à la circulation automobile. Rectiligne, elle relie la rue Tournefort (côté ouest du cours Saint-André) à la place Roger-Salengro, devant l'hôtel de préfecture. Elle ne rencontre aucune autre voie.

## Origine du nom
La dénomination de la rue est un hommage à Bertrand d'Argentré (1519-1590) juriste et historien breton. 

## Historique
La zone où se situe la rue d'Argentré n'était pas incluse dans l'enceinte gallo-romaine de Nantes, qui passait plus au sud. Au Moyen Âge, l'église Saint-Cyr-et-Sainte-Julitte est bâtie, non loin d'un chemin qui, dans le prolongement des actuelles rues Léon-Blum, Maurice-Duval et d'Argentré, menait, via le bas de la motte Saint-André, à la chapelle du même nom (actuelle rue Préfet-Bonnefoy). À côté se trouve un cimetière,.
Au XIIIe siècle, Pierre Mauclerc décide de faire construire de nouveaux remparts, étendant la surface de la ville intra-muros, ce qui entraîne la destruction de l'église (compensée par la fondation de l'église Saint-Léonard) et l'arasement du cimetière. La muraille traverse l'actuelle rue, et c'est même une tour défensive, la « tour du Papegault », ou « tour des Arbalétriers », qui est implantée à cet endroit. Elle doit son nom à la pratique « sportive » du jeu du papegault (ou perroquet), qui rassemblait les amateurs de tirs à l'arquebuse. Ceux-ci s'entraînait en prenant pour cible un faux perroquet attaché à un mât juché au sommet de la tour.
Au milieu du XVIIIe siècle, les remparts étant devenus obsolètes avec l'amélioration des armes de destruction, la démolition des murailles, frein au développement urbain, finit par être acceptée malgré la réticence des autorités militaires. La construction de la chambre des comptes de Bretagne, devenue depuis hôtel de préfecture de la Loire-Atlantique, conduite par Jean-Baptiste Ceineray, entraîne la démolition des fortifications. La rue d'Argentré reprend alors le tracé de l'ancien chemin vers Saint-André.
En 1764, lorsqu'on abat les remparts, l'ancien cimetière Saint-Cyr est redécouvert, avec les tombes mérovingiennes qu'il contient.
En 1790, Mathurin Crucy dresse le plan d'un projet de prison, dans l'espace compris entre les rues actuellement dénommée d'Argentré et Tournefort, et le quai Ceineray. Ce projet ne verra pas le jour.
Pendant la Révolution, elle prend le nom de « rue Kervégan » (à ne pas confondre avec l'actuelle rue homonyme).

## Bâtiments remarquables et lieux de mémoire
Deux immeubles de la rue ont été inscrits à l'inventaire supplémentaire des monuments historiques en 1954,, tous deux situés aux angles avec la rue Tournefort. Au no 2 de la rue d'Argentré se dresse l'hôtel Urvoy de Saint-Bedan, construit en 1840 par l'architecte Joseph-Fleury Chenantais. L'autre immeuble inscrit se trouve en face, au no 1.